# Wassmer (Familie)
Wassmer ist der Name einer aus Aarau stammenden bürgerlichen Familie, die vom 17. Jahrhundert bis heute u. a. einige Geistliche sowie Unternehmer hervorgebracht hat.
Die Familie geht auf den 1600 eingebürgerten Pfarrer Brandolf (gestorben 1623) zurück. Ein anderer, 1666 geborener Brandolf „war zwischen 1721 und 1739 oft Aarauer Schultheiss“.
Zur Familie gehören u. a.:
- Max Wassmer
- Ricco Wassmer
- Hubert Wassmer (Verwaltungsratspräsident der Kibag Holding AG)